# Pedagno
Un pedagno è una boa di segnalazione che può essere realizzata tramite un corpo pesante unito, tramite una corda o simili, ad un corpo galleggiante. 

## Caratteristiche
La parte affondata del pedagno è di solito costituita da un piombo, o comunque da un corpo pesante con assetto fortemente negativo. La parte galleggiante può essere una boa, una bottiglia, una sacca d'aria o una cortice (blocchetto di sughero per reti da pesca). I due sono collegati tramite cima o sagola, la quale in certi modelli è di diverso colore ogni 5 o 10 metri, in modo da poter stimare almeno approssimativamente la profondità del fondale.
Un'alternativa molto utilizzata è costituita dalla parte galleggiante dotata di foro passante entro il quale è sistemata un'asta più o meno lunga. All'estremità fuori dall'acqua è quasi sempre presente una bandierina di segnalazione. La parte affondata è dotata, all'estremità, di un corpo pesante (piombo, blocco di calcestruzzo, sacca di sabbia, etc.) solidale all'asta stessa.
Le caratteristiche che i segnali da pesca devono avere sono normati dal Regolamento (CE) n. 356/2005.

## Utilizzo
Viene utilizzato generalmente dai pescatori per ritrovare un punto d'interesse in mare aperto, facilmente visibile dalla superficie dell'acqua.
In subacquea il pedagno è usato come pratico punto di riferimento per marcare un punto d'interesse sul fondale (ad esempio la posizione di un relitto) o segnalare la propria posizione, anche se in quest'ultimo caso si parla più propriamente di boa di decompressione o di emergenza, obbligatorio per i sub per decreto ministeriale del 29 luglio 2008, n. 146.
In alcuni casi viene lanciato in mare quando lo scandaglio segnala la presenza di un dislivello del fondo (parete; ecc.) in modo da immergersi nel punto esatto. 